# Абашидзе, Аслан-бек
Аслан-бек Абашидзе (груз. ასლან-ბეგ აბაშიძე, 1877—1924) — грузинский дворянин-мусульманин и генерал на службе Грузинской демократической республики. Как и его брат Мемед Абашидзе, он был одним из главных поборников прогрузинской ориентации в преимущественно мусульманском регионе Аджарии, который активно оспаривался во время и сразу после Первой мировой войны. После советизации Грузии в 1921 году бежал в Турцию, где он умер при невыясненных обстоятельствах.

## Биография
Родился в Батуми и был членом мусульманской ветви грузинского дворянского рода Абашидзе, родом из Аджарии. Семья продолжала пользоваться большим уважением даже после того, как Российская Империя отняла эту территорию у Османской империи в 1878 году. Семья Абашидзе была сторонником реинтеграции грузинской мусульманской общины Аджарии в грузинское общество.
Аслан-бек и его старший брат Мамед-бек были вовлечены в революционную смуту, охватившую Российскую империю в 1905 году. Аслан-бек командовал одним из вооружённых отрядов революционеров и после провала восстания 1907 года уехал в Османскую империю. Он прошёл военную подготовку в Константинополе и вернулся в Грузию после свержения российской монархии в результате революции 1917 года. В этот период беспорядков Абашидзе боролся за интеграцию Аджарии в новую независимую Грузию и сформировал легион грузин-мусульман, который сражался против армянских войск в декабре 1918 года. Ему приписывают написание популярной военной песни «Асланури». в это время. Ему было присвоено звание генерала, и он продолжал службу в грузинских рядах до свержения Грузинской республики Красной Армией в феврале — марте 1921 года. Абашидзе бежал в Турцию, где и умер (предположительно отравленный) в Стамбуле в 1924 году.